# Len Barker
Pour les articles homonymes, voir Barker.
Leonard Harold Barker III, dit Len Barker, né le 7 juillet 1955 à Fort Knox (Kentucky), est un ancien joueur américain de baseball ayant évolué en Ligue majeure de baseball entre 1976 et 1987. Ce lanceur partant (194 matchs débutés sur 248 joués) a été sélectionné une fois comme All-Star en 1981. Sa carrière est marquée par un match parfait, le 10e de l'histoire, le 15 mai 1981 sous l'uniforme des Cleveland Indians.

## Carrière
Utilisé comme lanceur de relève chez les Rangers du Texas où il évolue de 1976 à 1978, Len Barker devient lanceur partant en passant chez les Cleveland Indians. Il lance un match parfait le 15 mai 1981 face aux Blue Jays de Toronto ce qui lui vaut d'être sélectionné comme All-Star en 1981. La grève des joueurs marquant la deuxième partie de la saison 1981 coupe son élan. À la reprise des rencontres, il est à la peine, avec trois victoires et quatre défaites. Signant 15 victoires et 11 défaites en 1982, Barker se reprend bien, mais une blessure au coude l'écarte longtemps des terrains en 1983. Agent libre à la fin de la saison, Barker est échangé aux Atlanta Braves le 28 août. Barker signe avec les Braves pour cinq ans et cinq millions de dollars. Ces prestations sont très décevantes et il sort même de l'effectif après la saison 1985. Barker tente un retour en 1987 avec les Brewers de Milwaukee. Il joue onze matchs lors de cette dernière saison en Ligue majeure.